# 54-та вулиця (Мангеттен)
54-та вулиця (англ. 54rd Street) — вулиця з одностороннім рухом завдовжки 3,2 км, що тягнеться із заходу на схід через центр Мангеттена в Нью-Йорку.

## Опис
54-та вулиця перетинає Манхеттен із заходу на схід, починаючись на Дванадцятій авеню і закінчуючись на Йорк-авеню та Саттон-плейс.
Це, зокрема, Парк Девітта Клінтона Colbert Report studios, Sony Music Studios, а також такі готелі, як Лондон NYC, готель Хілтон в Нью-Йорку або Ворвік готель, а також знаменитий Музей сучасного мистецтва.
Мер Нью-Йорка Руді Джуліані вшанував прізвисько «Велике яблуко», дане журналістом Джоном Фітц Джеральдом, урочисто відкривши кут Великого яблука на 54-й вулиці та Бродвеї, де Фітц Джеральд жив між 1934 і 1963 роками.